# Persone di nome Simone
| Questa pagina contiene informazioni ricavate automaticamente dalle voci biografiche con l'ausilio del template Bio e di un bot. L'aggiornamento è periodico e automatico e ricostruisce completamente la pagina. Se manca una persona in questa lista, sei pregato di non aggiungerla, ma accertati piuttosto che la sua voce biografica contenga il template Bio e che i dati anagrafici siano correttamente compilati. Se il template Bio manca, inseriscilo tu stesso o, in alternativa, metti l'avviso {{tmp\|Bio}} che ne segnala la mancanza. Se i dati riportati sono sbagliati, correggi direttamente la voce biografica; le modifiche saranno visibili in questa lista entro pochi giorni. Per chiarimenti vedi il progetto antroponimi. La lista contiene solo le 499 persone che sono citate nell'enciclopedia e per le quali è stato implementato correttamente il template Bio. Pagina aggiornata al 6 ago 2025. |

Questa è una lista di persone presenti nell'enciclopedia che hanno il nome Simone, suddivise per attività principale.

## Abati(1)
- Simone Graziani, abate, giurista e umanista italiano (Sansepolcro, n. 1449 - Sansepolcro, † 1509)

## Allenatori di calcio(14)
- Simone Altobelli, allenatore di calcio e ex calciatore italiano (Roma, n. 1970)
- Simone Bacciocchi, allenatore di calcio e ex calciatore sammarinese (Città di San Marino, n. 1977)
- Simone Barone, allenatore di calcio e ex calciatore italiano (Nocera Inferiore, n. 1978)
- Simone Bentivoglio, allenatore di calcio e ex calciatore italiano (Pinerolo, n. 1985)
- Simone Boldini, allenatore di calcio e ex calciatore italiano (Ghedi, n. 1954)
- Simone Bonomi, allenatore di calcio e ex calciatore italiano (Milano, n. 1980)
- Simone Cavalli, allenatore di calcio e ex calciatore italiano (Parma, n. 1979)
- Simone Confalone, allenatore di calcio e ex calciatore italiano (Rimini, n. 1974)
- Simone Inzaghi, allenatore di calcio e ex calciatore italiano (Piacenza, n. 1976)
- Simone Motta, allenatore di calcio e ex calciatore italiano (Udine, n. 1977)
- Simone Padoin, allenatore di calcio e ex calciatore italiano (Gemona del Friuli, n. 1984)
- Simone Pavan, allenatore di calcio e ex calciatore italiano (Latisana, n. 1974)
- Simone Tiribocchi, allenatore di calcio e ex calciatore italiano (Fiumicino, n. 1978)
- Simone Vergassola, allenatore di calcio e ex calciatore italiano (La Spezia, n. 1976)

## Allenatori di pallacanestro(1)
- Simone Pianigiani, allenatore di pallacanestro italiano (Siena, n. 1969)

## Allenatori di pallavolo(3)
- Simone Bendandi, allenatore di pallavolo, ex pallavolista e ex giocatore di beach volley italiano (Ravenna, n. 1976)
- Simone Franceschi, allenatore di pallavolo italiano (Pescia, n. 1976)
- Simone Roscini, allenatore di pallavolo italiano (Fano, n. 1965)

## Allenatori di tennis(1)
- Simone Vagnozzi, allenatore di tennis e ex tennista italiano (Ascoli Piceno, n. 1983)

## Alpinisti(3)
- Simone La Terra, alpinista italiano (Castel Goffredo, n. 1981 - Dhaulagiri I, † 2018)
- Simone Moro, alpinista, scrittore e aviatore italiano (Bergamo, n. 1967)
- Simone Pedeferri, alpinista e arrampicatore italiano (Cantù, n. 1973)

## Ammiragli(2)
- Simone Pacoret de Saint-Bon, ammiraglio e politico italiano (Chambéry, n. 1828 - Roma, † 1892)
- Simone Vignoso, ammiraglio italiano

## Animatori(1)
- Simone Massi, animatore, regista e illustratore italiano (Pergola, n. 1970)

## Arbitri di calcio(1)
- Simone Sozza, arbitro di calcio italiano (Milano, n. 1987)

## Architetti(8)
- Simone Cantoni, architetto svizzero (Muggio, n. 1739 - Gorgonzola, † 1818)
- Simone D'Auria, architetto, artista e designer italiano (Bergamo, n. 1976 - Ibiza, † 2024)
- Simone Elia, architetto italiano (Ranica, n. 1775 - Bergamo, † 1828)
- Simone Genga, architetto italiano (Urbino, n. 1530 - † 1596)
- Simone Gullì, architetto italiano (Messina, n. 1585 - Messina, † 1657)
- Simone del Pollaiolo, architetto, scultore e disegnatore italiano (Firenze, n. 1457 - Firenze, † 1508)
- Simone Sorella, architetto italiano (Venezia)
- Simone da Orsenigo, architetto italiano (Orsenigo)

## Arcivescovi cattolici(3)
- Simone Beccadelli di Bologna, arcivescovo cattolico e politico italiano (Palermo, n. 1419 - Palermo, † 1465)
- Simone Biondo, arcivescovo cattolico e teologo italiano (Crotone - Santa Severina, † 1461)
- Simone di Beaulieu, arcivescovo cattolico e cardinale francese (Varennes-lès-Mâcon - Orvieto, † 1297)

## Artiste(1)
- Simone Leigh, artista statunitense (Chicago, n. 1967)

## Assassini seriali(1)
- Simone Cassandra, serial killer italiano (Bad Windsheim, n. 1974)

## Astisti(1)
- Simone Bertelli, astista italiano (Torino, n. 2004)

## Atleti paralimpici(1)
- Simone Manigrasso, atleta paralimpico italiano (Monza, n. 1990)

## Attori(15)
- Simone Barbato, attore, mimo e cantante lirico italiano (Ovada, n. 1980)
- Simone Borrelli, attore, regista e cantautore italiano (Crotone, n. 1985)
- Simone Borrelli, attore italiano (Napoli, n. 1991)
- Simone Colombari, attore italiano (Firenze, n. 1961)
- Simone Corrente, attore e imprenditore italiano (Roma, n. 1975)
- Simone Gandolfo, attore e regista italiano (Imperia, n. 1980)
- Simon Grechi, attore italiano (Roma, n. 1979)
- Simone Guarany, attore italiano (Roma, n. 1990)
- Simone Leonardi, attore, doppiatore e regista teatrale italiano (Roma, n. 1982)
- Simone Liberati, attore italiano (Roma, n. 1988)
- Simone Lupino, attore italiano (Roma, n. 1981)
- Simone Marzola, attore e doppiatore italiano (Firenze, n. 1984)
- Simone Montedoro, attore italiano (Roma, n. 1973)
- Simone Moretto, attore italiano (Aosta, n. 1980)
- Simone Riccioni, attore, scrittore e sceneggiatore italiano (Hoima, n. 1988)

## Attori teatrali(1)
- Simone Toni, attore teatrale e regista teatrale italiano (Forlimpopoli, n. 1980)

## Attrici(12)
- Simone Ashley, attrice britannica (Camberley, n. 1995)
- Simone Berriau, attrice, cantante e produttrice cinematografica francese (Touques, n. 1896 - Parigi, † 1984)
- Simone Cerdan, attrice e cantante francese (Fontainebleau, n. 1897 - Rémalard, † 1967)
- Simone Kleinsma, attrice, cantante e doppiatrice olandese (Amsterdam, n. 1958)
- Simone Lahbib, attrice britannica (Stirling, n. 1965)
- Simone Mareuil, attrice francese (Périgueux, n. 1903 - Périgueux, † 1954)
- Simone Missick, attrice statunitense (Detroit, n. 1982)
- Simone Renant, attrice francese (Amiens, n. 1911 - Garches, † 2004)
- Simone Signoret, attrice e scrittrice francese (Wiesbaden, n. 1921 - Autheuil-Authouillet, † 1985)
- Simone Simon, attrice francese (Marsiglia, n. 1911 - Parigi, † 2005)
- Simone Thomalla, attrice tedesca (Lipsia, n. 1965)
- Simone Valère, attrice francese (Parigi, n. 1921 - Roinville, † 2010)

## Aviatori(1)
- Simone Cavelli, aviatore italiano (Asti, n. 1974)

## Avvocati(1)
- Simone Cuccia, avvocato, sociologo e politico italiano (Augusta, n. 1841 - Palermo, † 1894)

## Banchieri(1)
- Simone di Pontremoli, banchiere italiano (Vicenza, n. 1430 - Pontremoli, † 1496)

## Baritoni(2)
- Simone Alberghini, baritono italiano (Bologna, n. 1973)
- Simone Piazzola, baritono italiano (Verona, n. 1985)

## Bassi-baritoni(1)
- Simone Alaimo, basso-baritono italiano (Villabate, n. 1950)

## Batteristi(1)
- Simone Pace, batterista italiano (Milano, n. 1963)

## Biatlete(1)
- Simone Hauswald, ex biatleta tedesca (Rottweil, n. 1979)

## Bobbisti(2)
- Simone Bertazzo, bobbista italiano (Pieve di Cadore, n. 1982)
- Simone Fontana, bobbista italiano (Pieve di Cadore, n. 1991)

## Calciatrici(3)
- Simone Boye Sørensen, calciatrice danese (n. 1992)
- Simone Laudehr, ex calciatrice tedesca (Ratisbona, n. 1986)
- Simone Magill, calciatrice nordirlandese (Magherafelt, n. 1994)

## Canottieri(5)
- Simone Fasoli, canottiere italiano (Lecco, n. 2001)
- Simone Mantegazza, canottiere italiano (Milano, n. 2001)
- Simone Molteni, canottiere italiano (Como, n. 1992)
- Simone Raineri, canottiere italiano (Bozzolo, n. 1977)
- Simone Venier, canottiere italiano (Latina, n. 1984)

## Cantanti(10)
- Simone Battle, cantante, ballerina e attrice statunitense (Los Angeles, n. 1989 - West Hollywood, † 2014)
- Simone Bittencourt de Oliveira, cantante e ex cestista brasiliana (Salvador, n. 1949)
- Simone Drexel, cantante svizzera (San Gallo, n. 1957)
- Simone Egeriis, cantante danese (Slagelse, n. 1992)
- Simone Kopmajer, cantante austriaca (Schladming, n. 1981)
- Simone Mendes, cantante brasiliana (Uibaí, n. 1984)
- Simone Patrizi, cantante italiano (Roma, n. 1978)
- Simone Stelzer, cantante austriaca (Vienna, n. 1969)
- Simone White, cantante statunitense (Hawaii, n. 1970)
- Simone de Oliveira, cantante e attrice portoghese (Lisbona, n. 1938)

## Cantautori(7)
- Avincola, cantautore italiano (Roma, n. 1987)
- Simone Baldini Tosi, cantautore italiano (San Giovanni Valdarno, n. 1973)
- Simone Borghi, cantautore e musicista italiano (Ancona, n. 1975)
- Simone Cristicchi, cantautore, attore teatrale e scrittore italiano (Roma, n. 1977)
- Simone Lenzi, cantautore, scrittore e traduttore italiano (Livorno, n. 1968)
- Simone Tomassini, cantautore italiano (Vertemate con Minoprio, n. 1974)
- The Leading Guy, cantautore italiano (Belluno, n. 1986)

## Cantautrici(2)
- Simone Jay, cantautrice statunitense (Port Chester, n. 1960)
- Simone Simons, cantautrice olandese (Hoensbroek, n. 1985)

## Cardinali(5)
- Simone Buonaccorsi, cardinale italiano (Macerata, n. 1708 - Roma, † 1776)
- Simone Paltanieri, cardinale italiano (Monselice - Viterbo, † 1277)
- Simone Pasqua Di Negro, cardinale e vescovo cattolico italiano (Taggia, n. 1492 - Roma, † 1565)
- Simone di Archiac, cardinale e arcivescovo cattolico francese (Avignone, † 1323)
- Simone di Cramaud, cardinale e arcivescovo cattolico francese (Cramaud - Poitiers, † 1422)

## Ceramiste(1)
- Simone Jouglas, ceramista francese (Agde, n. 1907 - Allauch, † 2001)

## Cestiste(3)
- Simone Edwards, cestista e allenatrice di pallacanestro giamaicana (Kingston, n. 1973 - † 2023)
- Simone Pontello, ex cestista brasiliana (San Paolo, n. 1971)
- Simone Aparecida Bighetti, ex cestista brasiliana (Bauru, n. 1955)

## Cestisti(11)
- Simone Bagnoli, cestista italiano (Figline Valdarno, n. 1981)
- Simone Bellan, cestista italiano (Palmanova, n. 1996)
- Simone Berti, cestista italiano (Firenze, n. 1985)
- Simone Centanni, cestista italiano (Ancona, n. 1991)
- Simone Cotani, ex cestista italiano (Roma, n. 1981)
- Simone Flamini, ex cestista italiano (Macerata, n. 1982)
- Simone Fontecchio, cestista italiano (Pescara, n. 1995)
- Simone Gironi, ex cestista italiano (Verona, n. 1976)
- Simone Lottici, ex cestista e allenatore di pallacanestro italiano (Torre de' Picenardi, n. 1959)
- Simone Pierich, ex cestista e dirigente sportivo italiano (Gorizia, n. 1981)
- Simone Zanotti, cestista italiano (Torino, n. 1992)

## Chitarristi(2)
- Simone Guiducci, chitarrista e compositore italiano (Torino, n. 1962)
- Simone Sello, chitarrista, produttore discografico e compositore italiano (Roma, n. 1968)

## Ciclisti su strada(15)
- Simone Andreetta, ex ciclista su strada italiano (Vittorio Veneto, n. 1993)
- Simone Antonini, ex ciclista su strada italiano (Empoli, n. 1991)
- Simone Bertoletti, ex ciclista su strada e dirigente sportivo italiano (Mantova, n. 1974)
- Simone Bevilacqua, ex ciclista su strada italiano (Thiene, n. 1997)
- Simone Borgheresi, ex ciclista su strada e dirigente sportivo italiano (Greve in Chianti, n. 1968)
- Simone Cadamuro, ex ciclista su strada italiano (San Donà di Piave, n. 1976)
- Simone Consonni, ciclista su strada e pistard italiano (Ponte San Pietro, n. 1994)
- Simone Fraccaro, ex ciclista su strada e pistard italiano (Riese Pio X, n. 1952)
- Simone Masciarelli, ex ciclista su strada italiano (Pescara, n. 1980)
- Simone Olivero, ex ciclista su strada italiano (Savigliano, n. 2001)
- Simone Petilli, ciclista su strada italiano (Bellano, n. 1993)
- Simone Ponzi, ex ciclista su strada italiano (Manerbio, n. 1987)
- Simone Ravanelli, ex ciclista su strada italiano (Almenno San Salvatore, n. 1995)
- Simone Stortoni, ex ciclista su strada italiano (Chiaravalle, n. 1985)
- Simone Velasco, ciclista su strada italiano (Bologna, n. 1995)

## Combinatisti nordici(1)
- Simone Pinzani, ex combinatista nordico italiano (Cividale del Friuli, n. 1972)

## Comici(1)
- Simone Schettino, comico, cabarettista e regista cinematografico italiano (Castellammare di Stabia, n. 1966)

## Compositori(3)
- Simone Gatto, compositore e direttore d'orchestra italiano (Venezia, n. 1545 - Graz, † 1595)
- Simone Molinaro, compositore e editore italiano (Genova, n. 1565 - Genova, † 1634)
- Simone Santi Gubini, compositore italiano (Roma, Italia, n. 1980)

## Condottieri(4)
- Simone Orelli, condottiero svizzero (Locarno - Como)
- Simone Maccabeo, condottiero, sovrano e sacerdote ebreo antico († 135 a.C.)
- Simone da Chieti, condottiero italiano (Chieti)
- Simone bar Giora, condottiero ebreo antico (Gerasa - Roma, † 71)

## Conduttori televisivi(1)
- Simone Annicchiarico, conduttore televisivo italiano (Roma, n. 1970)

## Criminali(1)
- Simone Pianetti, criminale italiano (Camerata Cornello, n. 1858 - Milano)

## Cuochi(1)
- Simone Rugiati, cuoco, conduttore televisivo e scrittore italiano (Santa Croce sull'Arno, n. 1981)

## Danzatori(1)
- Simone Di Pasquale, ballerino e personaggio televisivo italiano (Roma, n. 1978)

## Direttrici d'orchestra(1)
- Simone Young, direttrice d'orchestra australiana (Sydney, n. 1961)

## Dirigenti d'azienda(1)
- Simone Fubini, dirigente d'azienda e imprenditore italiano (Torino, n. 1930 - Milano, † 2020)

## Dirigenti sportivi(6)
- Simone Basso, dirigente sportivo e ex calciatore italiano (Chiavari, n. 1982)
- Simone Biasci, dirigente sportivo e ex ciclista su strada italiano (Pontedera, n. 1970)
- Simone Braglia, dirigente sportivo, allenatore di calcio e ex calciatore italiano (Ponte Chiasso, n. 1962)
- Simone Farina, dirigente sportivo e ex calciatore italiano (Roma, n. 1982)
- Simone Giacchetta, dirigente sportivo e ex calciatore italiano (Ancona, n. 1969)
- Simone Pesce, dirigente sportivo e ex calciatore italiano (Latina, n. 1982)

## Disc jockey(2)
- Mace, disc jockey, beatmaker e produttore discografico italiano (Milano, n. 1982)
- Simon de Jano, disc jockey e produttore discografico italiano (Milano, n. 1982)

## Dogi(2)
- Simone Boccanegra, doge (Genova, n. 1301 - Genova, † 1363)
- Simone Spinola, doge (Genova, n. 1497 - Genova, † 1569)

## Doppiatori(3)
- Simone Crisari, doppiatore italiano (Roma, n. 1981)
- Simone D'Andrea, doppiatore e direttore del doppiaggio italiano (Milano, n. 1973)
- Simone Mori, doppiatore, direttore del doppiaggio e dialoghista italiano (Roma, n. 1965)

## Drammaturghi(1)
- Simone Maria Poggi, drammaturgo e poeta italiano (Castel Bolognese, n. 1685 - Faenza, † 1749)

## Editori(1)
- Simone Caltabellota, editore e scrittore italiano (Roma, n. 1969)

## Fantini(2)
- Simone Mastacchi, fantino italiano (Siena, n. 1631 - Siena, † 1676)
- Simone Mereu, fantino italiano (Carbonia, n. 1980)

## Filosofe(1)
- Simone Weil, filosofa, mistica e scrittrice francese (Parigi, n. 1909 - Ashford, † 1943)

## Filosofi(2)
- Simone di Tournai, filosofo e teologo francese (n. 1130 - † 1203)
- Simone Pietro Simoni, filosofo italiano (Lucca, n. 1532 - Cracovia, † 1602)

## Fondiste(1)
- Simone Opitz, ex fondista tedesca (Sonneberg, n. 1963)

## Fondisti(2)
- Simone Daprà, fondista italiano (n. 1997)
- Simone Mocellini, fondista italiano (n. 1998)

## Fotografi(2)
- Simone Cargnoni, fotografo e fotoreporter italiano (Brescia, n. 1984)
- Simone Cecchetti, fotografo italiano (Roma, n. 1973)

## Fumettisti(2)
- Sio, fumettista e youtuber italiano (Verona, n. 1988)
- Simone Angelini, fumettista, illustratore e animatore italiano (Chieti, n. 1980)

## Generali(1)
- Simone Simoni, generale italiano (Patrica, n. 1880 - Roma, † 1944)

## Ginnaste(1)
- Simone Biles, ginnasta statunitense (Columbus, n. 1997)

## Giocatori di calcio a 5(2)
- Simone Chinchio, giocatore di calcio a 5 italiano (Latina, n. 1991)
- Simone Tatonetti, giocatore di calcio a 5 italiano (Pescara, n. 1992)

## Giocatori di curling(1)
- Simone Gonin, giocatore di curling italiano (Savigliano, n. 1989)

## Giocatori di football americano(1)
- Simone Alinovi, giocatore di football americano italiano (Parma, n. 1997)

## Giocatrici di badminton(1)
- Simone Prutsch, giocatrice di badminton austriaca (Distretto di Bad Cannstatt, n. 1978)

## Giocatrici di beach volley(1)
- Simone Kuhn, giocatrice di beach volley svizzera (Wattwil, n. 1980)

## Giornalisti(4)
- Simone Baglivo, giornalista italiano (Roma, n. 2000)
- Simone Baldelli, giornalista e politico italiano (Roma, n. 1972)
- Simone Camilli, giornalista e fotoreporter italiano (Roma, n. 1979 - Beit Lahia, † 2014)
- Simone Santi, giornalista italiano (Città di Castello, n. 1966)

## Giuristi(2)
- Simone Majoli, giurista, scrittore e vescovo cattolico italiano (Asti, n. 1520 - † 1597)
- Simone de Lellis, giurista e diplomatico italiano (Teramo - Padova)

## Illustratori(2)
- Simone Bianchi, illustratore italiano (Lucca, n. 1972)
- Simone Frasca, illustratore e scrittore italiano (Firenze, n. 1961)

## Incisori(1)
- Simone Durello, incisore italiano (Milano, n. 1641 - Milano, † 1719)

## Ingegneri(2)
- Simone Resta, ingegnere italiano (Imola, n. 1970)
- Simone Stevino, ingegnere, fisico e matematico fiammingo (Bruges, n. 1548 - L'Aia, † 1620)

## Intagliatori(1)
- Simone Lenner, intagliatore tedesco (Baviera)

## Inventrici(1)
- Simone Giertz, inventrice e youtuber svedese (Stoccolma, n. 1990)

## Karateka(1)
- Simone Marino, karateka italiano (Firenze, n. 1996)

## Liutai(1)
- Simone Fernando Sacconi, liutaio italiano (Roma, n. 1895 - Point Lookout, † 1973)

## Lottatori(2)
- Simone Iannattoni, lottatore italiano (Livorno, n. 1997)
- Simone Piroddu, lottatore italiano (Sassari, n. 2000)

## Lunghisti(1)
- Simone Bianchi, ex lunghista italiano (Campiglia Marittima, n. 1973)

## Maestri di scherma(1)
- Simone Vanni, maestro di scherma e ex schermidore italiano (Pisa, n. 1979)

## Mafiosi(1)
- Sam DeCavalcante, mafioso statunitense (Brooklyn, n. 1912 - Miami, † 1997)

## Martellisti(1)
- Simone Falloni, martellista italiano (San Cesareo, n. 1991)

## Matematici(1)
- Simone Stratico, matematico, fisico e ingegnere italiano (Zara, n. 1733 - Milano, † 1824)

## Medici(2)
- Simone Teich Alasia, medico e partigiano italiano (Budapest, n. 1915 - Torino, † 2012)
- Simone Porzio, medico e filosofo italiano (Napoli - Napoli, † 1554)

## Mezzofondisti(3)
- Simone Barontini, mezzofondista italiano (Ancona, n. 1999)
- Simone Gariboldi, ex mezzofondista italiano (San Giovanni Bianco, n. 1987)
- Simone Zanon, mezzofondista italiano (Asolo, n. 1975)

## Militari(2)
- Simone Catalano, ufficiale e aviatore italiano (Paparella, n. 1905 - Santo Stefano al Mare, † 1940)
- Simone Santoiemma, militare italiano (Bari, n. 1962)

## Missionari(1)
- Simone di San Quintino, missionario, viaggiatore e diplomatico francese

## Modelle(2)
- Simone Barillier, modella francese (Clichy, n. 1917 - Eaubonne, † 2013)
- Simone Régis, modella brasiliana

## Multiplisti(1)
- Simone Cairoli, multiplista italiano (Gallarate, n. 1990)

## Museologi(1)
- Simone Verde, museologo italiano (Roma, n. 1975)

## Nobili(21)
- Simone Avogadro, nobile italiano (Vercelli - Milano, † 1325)
- Simone De Mari, nobile italiano (n. 1378 - † 1438)
- Simone VI di Lippe, nobile tedesco (Detmold, n. 1554 - Brake, † 1613)
- Simone Enrico di Lippe-Detmold, nobile tedesco (Sternberg, n. 1649 - Detmold, † 1697)
- Simone Luigi di Lippe-Detmold, nobile tedesco (Castello di Brake, n. 1610 - Detmold, † 1636)
- Simone Filippo di Lippe-Detmold, nobile tedesco (Detmold, n. 1632 - Firenze, † 1650)
- Simone Mastaguerra, nobile italiano († 1257)
- Simone Moncada, nobile e militare italiano
- Simone VI di Montfort, nobile inglese (n. 1240 - Siena, † 1271)
- Simone I di Montfort, nobile francese (Montfort-l'Amaury - † 1087)
- Simone I Sanclemente, nobile e politico italiano (Trapani - Trapani, † 1541)
- Simone di Dammartin, nobile francese († 1239)
- Simone III di Montfort, nobile e militare francese († 1181)
- Simone di Montfort, nobile e militare francese († 1187)
- Simone Kacsics, nobile ungherese
- Simone I Nagymartoni, nobile spagnolo
- Simone II Ventimiglia, nobile, politico e militare italiano (n. 1529 - Castelbuono, † 1560)
- Simone I Ventimiglia, nobile, politico e militare italiano (n. 1485 - † 1544)
- Simone del Vasto, nobile italiano (Sicilia - Sicilia, † 1156)
- Simone V di Lippe, nobile tedesco (n. 1471 - † 1536)
- Simone VII di Lippe-Detmold, nobile tedesco (Castello di Brake, n. 1587 - Detmold, † 1627)

## Numismatici(1)
- Simone Assemani, numismatico e orientalista italiano (Roma, n. 1752 - Padova, † 1821)

## Nuotatori(8)
- Simone Barlaam, nuotatore italiano (Milano, n. 2000)
- Simone Cerasuolo, nuotatore italiano (Imola, n. 2003)
- Simone Cercato, ex nuotatore italiano (Dolo, n. 1975)
- Simone Ciulli, nuotatore italiano (Firenze, n. 1986)
- Simone Ercoli, nuotatore italiano (Castelfiorentino, n. 1979)
- Simone Ruffini, nuotatore italiano (Tolentino, n. 1989)
- Simone Sabbioni, nuotatore italiano (Rimini, n. 1996)
- Simone Stefanì, nuotatore italiano (Maglie, n. 2000)

## Nuotatrici(4)
- Simone Manuel, nuotatrice statunitense (Sugar Land, n. 1996)
- Simone Osygus, ex nuotatrice tedesca (Wuppertal, n. 1968)
- Simone Theis, nuotatrice lussemburghese (Lussemburgo, n. 1940)
- Simone Weiler, ex nuotatrice tedesca (Spira, n. 1978)

## Orafi(1)
- Simone da Colle di Val d'Elsa, orafo e scultore italiano (Colle di Val d'Elsa)

## Organisti(1)
- Simone Stella, organista, clavicembalista e compositore italiano (Firenze, n. 1981)

## Orientiste(1)
- Simone Niggli-Luder, orientista svizzera (n. 1978)

## Pallanuotiste(2)
- Simone Hankin, pallanuotista australiana (Sydney, n. 1973)
- Simone Koot, pallanuotista olandese (Utrecht, n. 1980)

## Pallanuotisti(3)
- Simone Antona, ex pallanuotista italiano (Savona, n. 1984)
- Simone Mina, pallanuotista italiano (Genova, n. 1982)
- Simone Rossi, pallanuotista italiano (Brescia, n. 1992)

## Pallavoliste(1)
- Simone Lee, pallavolista statunitense (Milwaukee, n. 1996)

## Pallavolisti(10)
- Simone Anzani, pallavolista italiano (Como, n. 1992)
- Simone Baldasseroni, pallavolista italiano (Roma, n. 1977)
- Simone Buti, ex pallavolista italiano (Fucecchio, n. 1983)
- Simone Giannelli, pallavolista italiano (Bolzano, n. 1996)
- Simone Parodi, pallavolista italiano (Sanremo, n. 1986)
- Simone Rosalba, ex pallavolista italiano (Paola, n. 1976)
- Simone Sardanelli, pallavolista italiano (Vibo Valentia, n. 1994)
- Simone Scopelliti, pallavolista italiano (Reggio Calabria, n. 1994)
- Simone Spescha, pallavolista italiano (Roma, n. 1979)
- Simone Tiberti, pallavolista italiano (Brescia, n. 1980)

## Partigiane(1)
- Simone Segouin, partigiana francese (Thivars, n. 1925 - Courville-sur-Eure, † 2023)

## Patrioti(1)
- Simone Schiaffino, patriota italiano (Camogli, n. 1835 - Calatafimi, † 1860)

## Pattinatori(1)
- Simone Nai Oleari, pattinatore italiano (n. 1988)

## Pattinatrici di short track(1)
- Simone Velzeboer, ex pattinatrice di short track olandese (Oud Ade, n. 1967)

## Pianisti(1)
- Simone Locarni, pianista italiano (Verbania, n. 1999)

## Piloti automobilistici(1)
- Simone Faggioli, pilota automobilistico italiano (Bagno a Ripoli, n. 1978)

## Piloti di rally(3)
- Simone Campedelli, pilota di rally italiano (Cesena, n. 1986)
- Simone Scattolin, copilota di rally italiano (n. 1976)
- Simone Tempestini, pilota di rally rumeno (Treviso, n. 1994)

## Piloti motociclistici(6)
- Simone Albergoni, pilota motociclistico italiano (Treviglio, n. 1981)
- Simone Corsi, pilota motociclistico italiano (Roma, n. 1987)
- Simone Girolami, pilota motociclistico italiano (Roma, n. 1971)
- Simone Grotzkyj, pilota motociclistico italiano (Pesaro, n. 1988)
- Simone Sancioni, pilota motociclistico italiano (Cesena, n. 1988)
- Simone Sanna, pilota motociclistico italiano (Firenze, n. 1978)

## Pittori(18)
- Simone Balli, pittore italiano (Firenze, n. 1580)
- Simone Barabino, pittore italiano (Genova, n. 1585 - Genova, † 1660)
- Simone II Baschenis, pittore italiano († 1555)
- Simone Brentana, pittore italiano (Venezia, n. 1656 - Verona, † 1742)
- Simone Cantarini, pittore italiano (Pesaro, n. 1612 - Verona, † 1648)
- Simone Carretta, pittore italiano (Modena)
- Simone De Magistris, pittore e scultore italiano (Caldarola - † 1613)
- Simone Manca di Mores, pittore e politico italiano (Sassari, n. 1809 - Sassari, † 1900)
- Simone Martini, pittore e miniatore italiano (Siena, n. 1284 - Avignone, † 1344)
- Simone Papa il Vecchio, pittore italiano (n. 1430 - † 1488)
- Simone Peterzano, pittore italiano (Venezia, n. 1535 - Milano, † 1599)
- Simone Pignoni, pittore e scultore italiano (Firenze, n. 1611 - Firenze, † 1698)
- Simone Pomardi, pittore, disegnatore e viaggiatore italiano (Monte Porzio Catone, n. 1757 - Roma, † 1830)
- Simone da Corbetta, pittore italiano (Corbetta - Milano)
- Simone dei Crocifissi, pittore italiano (Bologna - Bologna, † 1399)
- Simone de Wobreck, pittore fiammingo (Haarlem - Palermo)
- Simone da Cusighe, pittore italiano
- Simone da Firenze, pittore italiano

## Poeti(4)
- Simone Cattaneo, poeta italiano (Saronno, n. 1974 - Saronno, † 2009)
- Bartolomeo Dotti, poeta italiano (Brescia, n. 1651 - Venezia, † 1713)
- Simone de' Prodenzani, poeta e letterato italiano (Orvieto, n. 1351 - † 1438)
- Simone Serdini, poeta italiano (Siena - Tuscania, † 1420)

## Politiche(1)
- Simone Tebet, politica e avvocata brasiliana (Três Lagoas, n. 1970)

## Politici(18)
- Simone Arrigoni, politico italiano (Milano, n. 1463 - † 1507)
- Simone Bezzini, politico italiano (Colle di Val d'Elsa, n. 1969)
- Simone Billi, politico italiano (Firenze, n. 1976)
- Simone da Pantano, politico italiano (Pistoia)
- Simone Corleo, politico e filosofo italiano (Salemi, n. 1823 - Palermo, † 1891)
- Simone da Correggio, politico e condottiero italiano († 1344)
- Simone Crolla, politico italiano (Premosello Chiovenda, n. 1972)
- Simone De Florio, politico italiano (Bruxelles, n. 1928 - † 2007)
- Simone Gatto, politico italiano (Montemaggiore Belsito, n. 1911 - Trapani, † 1976)
- Simone Gnaga, politico italiano (Milano, n. 1961)
- Simone Grillo, politico e ammiraglio italiano (Genova)
- Simone Guicciardini, politico italiano (Firenze)
- Simone Petrangeli, politico e avvocato italiano (Roma, n. 1975)
- Simone Pillon, politico italiano (Brescia, n. 1971)
- Simone di Sicilia, politico normanno (Palermo, n. 1093 - Mileto, † 1105)
- Simone Uggetti, politico italiano (Sant'Angelo Lodigiano, n. 1973)
- Simone Valente, politico italiano (Savona, n. 1987)
- Simone Valiante, politico italiano (Pagani, n. 1974)

## Presbiteri(3)
- Simone da Lipnica, presbitero polacco (Lipnica Murowana - Cracovia, † 1482)
- Simone da Lesina, presbitero e scrittore italiano (Lesina)
- Simone Weber, presbitero e storico italiano (Denno, n. 1859 - Denno, † 1945)

## Principi(1)
- Simone di Taranto, principe italiano

## Procuratori sportivi(1)
- Simone Pepe, procuratore sportivo e ex calciatore italiano (Albano Laziale, n. 1983)

## Produttori cinematografici(2)
- Simone Bachini, produttore cinematografico italiano (Siena, n. 1969)
- Simone Gattoni, produttore cinematografico italiano (Broni, n. 1984)

## Pugili(2)
- Simone Federici, pugile italiano (Tivoli, n. 1993)
- Simone Maludrottu, ex pugile italiano (Olbia, n. 1978)

## Rabbini(2)
- Simone Calimani, rabbino e scrittore italiano (Venezia, n. 1699 - Venezia, † 1784)
- Simone Luzzatto, rabbino italiano (Venezia, n. 1580 - Venezia, † 1663)

## Rapper(3)
- Biondo, rapper, modello e attore italiano (Roma, n. 1998)
- Danno, rapper italiano (Roma, n. 1974)
- Monie Love, rapper e conduttrice radiofonica britannica (Battersea, n. 1970)

## Registi(3)
- Simone Godano, regista e sceneggiatore italiano (Roma, n. 1977)
- Simone Rapisarda Casanova, regista italiano (Catania, n. 1970)
- Simone Spada, regista e sceneggiatore italiano (Torino, n. 1973)

## Registi teatrali(1)
- Simone Carella, regista teatrale italiano (Carbonara di Bari, n. 1946 - Roma, † 2016)

## Religiosi(8)
- Simone Balacchi, religioso italiano (Santarcangelo di Romagna - Rimini, † 1319)
- Simone Fidati, religioso italiano (Cascia - Firenze, † 1338)
- Simone Napoli da Calascibetta, religioso italiano (Calascibetta - Giuliana, † 1546)
- Simone Saltarelli, religioso e arcivescovo cattolico italiano (Firenze, n. 1261 - Pisa, † 1342)
- Simone di Crépy, religioso francese (n. 1048 - Roma, † 1082)
- Simone da Todi, religioso italiano (Todi - Bologna, † 1322)
- Simone del Pozzo, religioso e vescovo cattolico italiano (Castroreale - Roma, † 1398)
- Simone di Taibuteh, religioso, medico e scrittore siro

## Rivoluzionarie(1)
- Simone Évrard, rivoluzionaria francese (Tournus, n. 1764 - Parigi, † 1824)

## Rugbisti a 15(5)
- Simone Babbo, ex rugbista a 15 italiano (San Donà di Piave, n. 1973)
- Simone Favaro, ex rugbista a 15 italiano (Treviso, n. 1988)
- Simone Ferrari, rugbista a 15 italiano (Cernusco sul Naviglio, n. 1994)
- Simone Ragusi, rugbista a 15 italiano (Milano, n. 1992)
- Simone Rossi, ex rugbista a 15 italiano (Milano, n. 1991)

## Sacerdoti(1)
- Simone Boeto, sacerdote ebreo antico (Alessandria d'Egitto, n. 64 a.C. - Gerusalemme, † 5)

## Saggiste(1)
- Simone Pétrement, saggista francese (Nemours, n. 1907 - Margency, † 1992)

## Santi(1)
- Simone Stock, santo e religioso inglese (Aylesford, n. 1165 - Bordeaux, † 1265)

## Schermitrici(2)
- Simone Bauer, schermitrice tedesca (Wertheim, n. 1973)
- Simone Näf, schermitrice svizzera (n. 1986)

## Sciatori alpini(2)
- Simone Galli, ex sciatore alpino italiano (n. 1963)
- Simone Vicquery, ex sciatore alpino italiano (n. 1975)

## Sciatori freestyle(1)
- Simone Deromedis, sciatore freestyle italiano (Trento, n. 2000)

## Sciatrici alpine(3)
- Simone Behringer, ex sciatrice alpina tedesca (n. 1976)
- Simone Streng, ex sciatrice alpina e sciatrice freestyle austriaca (Wenns, n. 1987)
- Simone Wild, sciatrice alpina svizzera (n. 1993)

## Sciatrici nordiche(1)
- Simone Greiner-Petter-Memm, ex sciatrice nordica tedesca (Jena, n. 1967)

## Scrittori(4)
- Simone Arcagni, scrittore e docente italiano (Novara, n. 1971)
- Simone Perotti, scrittore italiano (Frascati, n. 1965)
- Simone Sarasso, scrittore italiano (Vercelli, n. 1978)
- Simone da Cascina, scrittore italiano (Cascina - Pisa)

## Scrittrici(4)
- Simone Arnold Liebster, scrittrice francese (Husseren-Wesserling, n. 1930)
- Simone de Beauvoir, scrittrice, saggista e filosofa francese (Parigi, n. 1908 - Parigi, † 1986)
- Simone Benmussa, scrittrice e direttrice teatrale francese (Tunisi, n. 1931 - Parigi, † 2001)
- Simone Buchholz, scrittrice tedesca (Hanau, n. 1972)

## Scultori(6)
- Simone di Giovanni Ghini, scultore italiano
- Simone Ghini, scultore italiano (Firenze - † 1491)
- Simone Martinez, scultore italiano (Messina, n. 1689 - Torino, † 1768)
- Simone Mosca, scultore e architetto italiano (Fiesole, n. 1492 - Orvieto, † 1554)
- Simone Moschino, scultore e architetto italiano (Orvieto, n. 1553 - Parma, † 1610)
- Simone Talenti, scultore e architetto italiano (Firenze)

## Sovrani(2)
- Simone d'Imerezia, re (Kutaisi - Kutaisi, † 1701)
- Semen II di Guascogna, sovrano franco († 846)

## Storici(1)
- Simone di Kéza, storico ungherese

## Storici dell'arte(1)
- Simone Facchinetti, storico dell'arte e critico d'arte italiano (Bergamo, n. 1972)

## Taekwondoka(3)
- Simone Alessio, taekwondoka italiano (Livorno, n. 2000)
- Simone Crescenzi, taekwondoka italiano (Terracina, n. 1997)
- Simone Sturari, taekwondoka italiano (Ancona, n. 1970)

## Tenniste(1)
- Simone Barbier, tennista francese (Nancy, n. 1903 - La Celle Saint-Cloud, † 1992)

## Tennisti(2)
- Simone Bolelli, tennista italiano (Bologna, n. 1985)
- Simone Colombo, ex tennista italiano (Milano, n. 1963)

## Teologi(1)
- Simone Paganini, teologo italiano (Busto Arsizio, n. 1972)

## Terroristi(1)
- Simone Boccaccini, terrorista italiano (Firenze, n. 1960)

## Tiratori a volo(1)
- Simone D'Ambrosio, tiratore a volo italiano (n. 1996)

## Triatlete(1)
- Simone Mortier, triatleta tedesca (Würzburg, n. 1964)

## Triplisti(2)
- Simone Biasutti, triplista italiano (Trieste, n. 1999)
- Simone Forte, triplista e lunghista italiano (Roma, n. 1996)

## Trovatori(1)
- Simone Doria, trovatore e poeta italiano

## Tuffatrici(1)
- Simone Leathead, tuffatrice canadese (Montréal, n. 2003)

## Umanisti(1)
- Simone Atomano, umanista e arcivescovo cattolico bizantino (Costantinopoli)

## Velisti(1)
- Simone Bianchetti, velista e navigatore italiano (Cervia, n. 1968 - Savona, † 2003)

## Velociste(1)
- Simone Facey, velocista giamaicana (Manchester, n. 1985)

## Velocisti(1)
- Simone Collio, ex velocista italiano (Cernusco sul Naviglio, n. 1979)

## Vescovi(1)
- Simone bar Sabbae, vescovo siriaco

## Vescovi cattolici(4)
- Simone Giusti, vescovo cattolico e architetto italiano (Cascine di Buti, n. 1955)
- Simone Lunadoro, vescovo cattolico e storico italiano (Siena - Nocera dei Pagani, † 1610)
- Simone Rau e Requesens, vescovo cattolico e poeta italiano (Palermo, n. 1609 - Patti, † 1659)
- Simone Scatizzi, vescovo cattolico italiano (Prato, n. 1931 - Pistoia, † 2010)

## Vescovi ortodossi(1)
- Simone II di Gerusalemme, vescovo ortodosso bizantino

## Senza attività specificata(19)
- Simone Bossi, ex politico italiano (Codogno, n. 1976)
- Simone Dal Pozzo, italiano (Vigevano, n. 1492)
- Simone Galli, ex sciatore freestyle italiano (Tirano, n. 1978)
- Simone Enrico Adolfo di Lippe-Detmold, conte tedesco (Detmold, n. 1694 - Detmold, † 1734)
- Simone Malusà, ex snowboarder italiano (Ivrea, n. 1974)
- Simone IV di Montfort, conte (Tolosa, † 1218)
- Simone Mottini, ex sciatore freestyle italiano (Livigno, n. 1970)
- Simone Paolo Olivero, tecnico del suono italiano (Abbiategrasso, n. 1983)
- Simone Origone, sciatore di velocità italiano (Aosta, n. 1979)
- Simone Renoglio, vigile del fuoco italiano (Roma, † 2003)
- Simone Salvati, ex snowboarder italiano (Bologna, n. 1973)
- Simone il Cananeo (Cana, n. 5 - Pella, † 65)
- Simone Mago
- Simone II di Lorena, duca francese (n. 1140 - Sturzelbronn, † 1206)
- Simone di Gerusalemme
- Simone Augusto di Lippe-Detmold, conte (Detmold, n. 1727 - Detmold, † 1782)
- Simone I di Lorena, duca francese († 1139)
- Simone Veil, magistrata |Attività2 = politica francese (Nizza, n. 1927 - Parigi, † 2017)
- Simone V di Montfort, conte inglese (Montfort-l'Amaury, n. 1208 - Evesham, † 1265)